# トータルテンボス
トータルテンボスは、吉本興業（東京本社）所属のお笑いコンビ。1997年4月結成。NSC東京校3期生。M-1グランプリ2007準優勝、爆笑オンエアバトル第10・11・12代チャンピオン。

## メンバー
藤田 憲右（ふじた けんすけ、1975年12月30日 - ）（49歳）
ツッコミ担当。

大村 朋宏（おおむら ともひろ、1975年4月3日 - ）（50歳）
ボケ・ネタ作り担当。

## 概要
- NSC東京校3期出身で、1997年4月にコンビ結成。大学時代の大村がロンドンブーツ1号2号の深夜番組を見て芸人を志し、小学生からの同級生であった藤田を誘ったのが結成のきっかけとなった。
- コンビ名は藤田が見た映画『トータル・リコール』と、大村がコンビ名の候補にしていたテーマパーク「ハウステンボス」を合わせたものに由来。略称は「トータル」あるいは「トーテン」で、テレビや芸人の間では前者を用いられることがほとんど。
- 現在では漫才を中心に演じているが、デビュー当時はコント専門だった。当時の藤田は大村に誘われて芸人となったため、お笑いについてあまり知らず「ツッコミは関西弁」という固定観念から関西弁でツッコんでいた（他の台詞は全て標準語。また2人は静岡県出身）。しかしコント専門のコンビとしては鳴かず飛ばずで、それどころか2人とも賭け麻雀にハマるなど借金だけが積み重なり芸人としての活動を全くしていない時期もあったという。デビューから3年後、解散・引退を考える（理由は2つあり1つは単純に稼げなかったため、もう1つは藤田が芸人の社会にどっぷり浸かり消費者金融での借金にも抵抗を抱かない人間と化してしまい大村が誘った側として責任を覚えたため）。だがその頃、相談しに行った吉本の社員から説得されて引き留められる。また、その社員に漫才を勧められたことが漫才を始めるきっかけとなった。漫才をベースにしたコントを行うこともあり、『キングオブコント』では準決勝まで進出している。
- 主にルミネtheよしもとでの出演の傍ら、2007年2月まで宗田義久・樅野太紀とのバンド「Sausage Butterfly Pasta Festa」を組み、実際に音楽活動も行なっていた。2010年3月に活動を再開。

## エピソード
- 2人揃って、野球大好き芸人とも称されている[1]。

### M-1グランプリ
- 『M-1グランプリ』には2001年より参加し、3回決勝への進出を果たしている。以下、「M-1完全読本2001-2010」のインタビューを中心に抜粋。
- 大村曰く、2003年大会の準決勝では「フットボールアワーと同じくらいウケていたが落とされた」という。「足りないのは知名度」と考え、大村は年明けから「今年のM-1はトータルテンボスが行くらしい」と自ら噂をばら撒いた。それが功を奏したのか、2004年大会で初めて決勝進出を果たすも7位に終わり、続く2005年大会では準決勝敗退。そこで考えたのがツアーだった。当時の決勝常連だった笑い飯の全国14箇所を回るツアーに肖り、14箇所を上回るべく47都道府県全てを回る漫才ツアーを敢行した。
- 2006年大会では決勝に返り咲くも、結果は5位。審査員の松本人志（ダウンタウン）からは「トータルテンボスはもっとウケてもよかった。ネタの出来と観客の笑いが正比例していなかった」と高評価された[2]。
- ラストイヤーとなった2007年では年明けに10本のネタを厳選し（ネタ順が何番でも勝てるように用意していた）、それらを全国ツアーで徹底的に練り上げ決勝進出。前半に散りばめた細かいボケを後半で違う角度からさらい直す[注 1]という、緻密に計算し尽くされた「ホテルマン」を披露。会場の重い空気を一気に変え､ラサール石井と中田カウス（中田カウス・ボタン）からそれぞれ最高評価を貰い、トップへ躍り出た。しかし直後のキングコングに4点差で抜かれ、藤田は少々嫌な予感がしたという。更に初出場のサンドウィッチマン（敗者復活枠）がキングコングに1点差でトップとなり、計算が狂った。大村によると「ネタ順から会場の空気の流れまで全て思惑通りにいっていたが、サンドウィッチマンが勝ち上がるのは想定外だった」という。
  - ファーストラウンドを3位で通過、初めてにして最後の最終決戦進出となったが、結果はサンドウィッチマンに2票差で敗れる形で準優勝を納めた。松本は「トータルテンボス、キングコングも、もう一笑いあれば優勝の可能性は大いにあった」「（1本目の）ボイラー室みたいなボケをもう1個持ってくれれば良かったのに」[3][注 2]とあと一歩での敗戦だったことを示唆した。カウスは「実力は3組とも伯仲だったが、一番ネタが練られていた」という理由でトータルテンボスへ投票している[4]。大会終了後、大村は悔しさのあまり涙が止まらなかったという。藤田は「今度は知名度があったから負けたのかもしれないですね」と語り、「策士、策に溺れる」結果になったのを自虐した。なお、伊達みきお（サンドウィッチマン）は後に決勝の模様をDVDで見返し、「トータルテンボスになら、負けても納得できる」と述べている[5]。
  - 2007年の5月頃、ネタについてコンビで大喧嘩にまで発展した。その際、大村は藤田に対し「分かった、もう頼む、全部任せてくれ、優勝させるから」と説き伏せた。大村によると「その時期はコンビ仲が最悪でこのままだとお客さんに伝わり、いい漫才を見せれない」と判断していた。そこから藤田も思う所があっても我慢し、ネタも円滑に進むようになった。
- M-1終了後、大村は優勝できなかった悔しさや応援してくれた妻のこと、相方の藤田に対する申し訳なさ、もうM-1には出場できないという寂しさなどが一気に爆発し、テレビ朝日のトイレで激しく嗚咽してしまった。一方で藤田は悔しいという気持ちこそあったものの「2位になったから凄くね?」という思いの方が大きかったらしく、大村からは優勝できなかったことについて謝罪されるも「何が?」と返事していた。
- 2人ともパンクブーブーの実力に早くから目を付けていた。大村は2007年においての敗者復活戦の要注意コンビに、この年の敗者復活から優勝を成し遂げたサンドウィッチマンと共にパンクブーブーの名も挙げていた。藤田は2008年にパンクブーブーが準決勝敗退に終わった際、「今後決勝進出する機会があれば絶対優勝できる」とコメントしており、翌年の2009年大会でパンクブーブーは優勝を果たしている。

### 爆笑オンエアバトル
- かつて放送されていた『爆笑オンエアバトル』（NHK総合）には2002年から2010年まで出場し続け、常連組として長きに亘って活躍した。
- 初挑戦は2002年6月15日放送回で、結果は285KB（9位）によりオフエアだった。ちなみにこの回は漫才ではなく、「手の長い運転手」というコントを披露していた。
- 初オンエアは2004年2月13日放送回で、初挑戦から約1年8ヵ月ぶりの出場となった。この回で初めて漫才を披露し、389KBでギリギリ5位のオンエアであった[注 3]。
- 2004年度は初めて連敗を経験する[注 4]など苦渋を舐めた時期があったものの、2005年に入ってからは一度もオフエアを経験せず15連勝を記録。その後、2005年1月8日放送回に初のトップ通過を果たすなど調子を取り戻し、最終的には年間3勝を達成して初のチャンピオン大会出場となった。
- 2005年度は同年5月28日放送回に初のオーバー500（529KB・自己最高KB）を記録するなど高得点を連発、無事に2年連続でチャンピオン大会に出場した。
- 出場初期はコントを披露することもあり（上述にもある通り、初挑戦はコントを披露している）、初めてトップ通過を果たした際もコントを披露していた。また、チャンピオン大会では第7回はセミファイナルで[注 5]、第8回に至ってはセミファイナル・ファイナル両日共にコントを披露していた。しかし、第8回チャンピオン大会ファイナルを最後に同番組ではコントを封印、以降は漫才のみで挑戦していた。
- 2006年度は2人の地元・静岡の収録回（2006年7月14日放送回）で今季初勝利を果たすと、その後も安定した得点で勝利を重ね3年連続でチャンピオン大会に出場。過去の成績よりKB数を大きく上げるも、平均800KB超えと全体的にハイレベルだったことが影響し、順位はあまり上がらなかった。
- 2007年度は年間4勝のうち3勝がオーバー500を記録[注 6]するなど高得点を連発し、その勢いのまま4年連続でチャンピオン大会に進出。最終的にファイナルで1026KB[注 7][注 8]という高得点を叩き出し、第10代チャンピオンに輝いた。
  - このチャンピオン大会のため2人は全国ツアーを開催、更にはツアーへ足を運んだ観客に対してアンケートを取るなど徹底したリサーチをかけていたという。その結果、抜群に人気があったのがファイナルで披露したネタ（「プロポーズの言葉」）であったと藤田は語っている。このリサーチを行った理由として2人は「M-1はプロがプロを審査する。オンバトは一般の方々が審査する。M-1でウケたネタが、必ずしも全国的に面白いと思われているとは限らない（藤田）」「データに忠実にいこうと考えていた（大村）」と述べている[6]。更に計量直後のインタビューでは、大村はM-1で敗退した自分たちの状況を重ねて「勝因はこの番組に敗者復活という制度がなかったということ」と語っていた。
- 第11回チャンピオン大会ファイナルにはシードで出場。その結果1034KBを叩き出してファイナル最高KBを更新すると同時に、タカアンドトシ以来となる番組史上3組目の2連覇を達成。チャンピオン防衛を果たした。
- 第12回チャンピオン大会ファイナルに再びシードで出場[注 9]。ファイナルステージではエハラマサヒロ、ハイキングウォーキングとの三つ巴となったが、最終的には1018KBを獲得して2位のハイキングウォーキング（702KB）を圧倒的に突き放し、番組史上初かつ唯一となる3連覇を成し遂げた。また、3年連続でファイナルにてオーバー1000を記録したのもトータルテンボスが唯一である。
- 第12回チャンピオン大会ファイナルを以て『爆笑オンエアバトル』は終了。2010年4月から後継番組の『オンバト+』が新たにスタートしたため、トータルテンボスは『爆笑オンエアバトル』で最後のチャンピオン経験者となった。第11回チャンピオン大会終了後のインタビューでは、大村が（冗談交じりではあるが）「（チャンピオンのまま）オンバト終わらないかなぁ(笑)」、藤田が「前人未到の3連覇を狙いたい」と語っており、皮肉にも両者の野望が同時に叶った[7]。その後、2011年7月16日放送の「オンバト+ 第1回大会直前SP」では、歴代チャンピオンとして番組のナビゲーションを担当した。
- 番組のゴールドバトラーとプラチナバトラーの両方に認定されている4組のうちの1組である。
- 『M-1』の時と同様、同時期に番組で共演していたパンクブーブーを高く評価しており、2人とも第11回チャンピオン大会ファイナル終了後のインタビューにて「パンクブーブーにだったら負けても仕方ない」と語っていた[8]。また、第12回チャンピオン大会ファイナル終了後に行われた番組HPでのインタビューでは「本当はパンクブーブーと戦って倒したかった」とも語っていた。

### その他
- 2008年8月の『MBS新世代漫才アワード』（毎日放送）では、2次予選で600点満点中594点という驚異的な得点を叩き出し、番組内における優勝予想投票でも6割の票を集めるなど優勝候補の筆頭に挙げられていたが、準決勝でアメリカザリガニに敗れた。
- 先述の通り、過去に様々な輝かしい記録を残したトータルテンボスだが、2023年から始まった『THE SECOND 〜漫才トーナメント〜』においては一度もノックアウトステージへの進出経験がない。

## 略歴
- 1997年4月、コンビ結成。
- 2004年10月、『NHK新人演芸大賞』にて本選進出。
- 2004年12月、『M-1グランプリ』決勝戦に初出場。
- 2005年3月、『爆笑オンエアバトル』チャンピオン大会に初出場。
- 2006年、「吉本興業×オロナミンC 元気ハツラツぅ?CMバトル2006」で優勝。
- 2007年3月、『爆笑オンエアバトル』でゴールドバトラーに認定。
- 2008年3月、『爆笑オンエアバトル』チャンピオン大会にて、初めてチャンピオンの座に輝く。
- 2009年3月、『爆笑オンエアバトル』チャンピオン大会にて連覇を果たす。
- 2009年3月、『S-1バトル』にて、「今月のいたずら」という作品で月間チャンピオンに選ばれる。
- 2009年5月、再び『S-1バトル』にて月間チャンピオンに選ばれる。月間チャンピオンに2回以上選ばれたのはトータルテンボスのみ。
- 2010年3月、『爆笑オンエアバトル』チャンピオン大会にて3連覇を達成。
- 2010年8月、『S-1バトル（シーズン2）』にて、「藤田のおもしろい顔の動き」という作品で殿堂入りを果たす。
- 2017年6月5日、後輩らと共にYouTubeチャンネル「SUSHI★BOYS」を開設[9]。

## 芸風
- 主に漫才。前述の通りかつてはコントも演じていたが漫才で人気が出たため新作の発表が徐々に減り、代わりにいたずらと題したドッキリ動画を配信している。
- 「ハンパねぇ」をはじめとする若者向けの言葉遣いから『渋谷系[注 10]漫才』と紹介されることがある。それを逆手にとってわざと古い言葉やかしこまった言葉（浮世離れ、致し方ない、しち面倒くさい等）を使うこともある。ちなみに「ハンパねぇ!」を使うのは主に藤田で大村は「おやおや、穏やかじゃないね〜」というギャグを用いていたが、最近は「やんごとねぇ!」と韻を踏んだような言葉を使って藤田がツッコむパターンが定着している。
- また最近では大村が「いきなりで恐縮だけど、俺やってみたい職業があるんだけどご存知?」と話して藤田が「存知ねぇよ!」とツッコみ、ネタの設定となる職業を発表してその職業に合わせる役柄を演じようとすると大村「忍びねぇな」、藤田「構わんよ」と掛け合ってからネタに入ることが多い（ネタによっては逆に藤田「忍びねぇな」、大村「構わんよ」となる場合もある）。また、他のパターンでは「俺が憧れているシチュエーションってご存知?」「俺が普段から抱いている感情ってご存知?」「俺が一番懸念していることってご存知?」「俺が今、訝しげに思っていることってご存知?」などがある。
- 他には、大村「俺友達から○○にある□□の××っぽいなと言われるんだよ」などと複雑な設定の入った職業を発表して藤田「どんな言われ様だよ」とツッコみ、大村「10人に○○（11以上）人は言われるんだよ」と自称して藤田「上回ってるじゃねえかよ! ○人くらい妄想だろ」とツッコむこともある。
- 冒頭での大村の細かいボケが伏線となり、終盤で活かされる構成のネタを得意とする。
- 初期の頃の漫才では最後に「今日のネタのハイライト」と称して、漫才の一番の見せ場をもう一度スロー演技で再演するという流れを披露していたが、2005年以降辺り[注 11]からきっぱり止めている。その理由として2人は「自分達が面白いと思ったところと客が面白いと感じたところの認識が若干、ズレていることが多くなったから」「当時珍しく大阪でウケたのに、その後自信をもって東京で披露したら恐ろしいほどスベったから[10]」などと語っている。
- 大村が藤田のアフロヘアーを常田真太郎（スキマスイッチ）やパパイヤ鈴木、サイババ、ボボボーボ・ボーボボ、ブロッコリー、白木屋の店長に似ているとネタにしたりもしくはぞんざいに扱われて藤田がキレるネタも多い。
- ネタの終盤での喧嘩のシーンで大村が藤田の股を殴る下りがあり、「なぜ内腿だぁ〜!! 相場は肩だろ!!」とツッコむのが一種のお決まりのネタになっている[注 12]。
- 藤田をターゲットにしたいたずら動画を精力的に撮っており、全国ツアーではイベント時間の半分が新作いたずらの上映に費やされる。2人もしばしば「いたずらの合間に漫才をやっている」と自虐するほど。
- 最近の藤田の決まり文句に「髭生えてなくね!?」というのがある。主にラジオ番組などで大村が「藤田の娘に髭が生えている」などと言ったときに使われている。
- 他にラジオでは男性が興奮した時に起こる勃起を「きっぼ、きっぼ」と言っている。「髭生えてなくね!?」と共にラジオやスタッフ、若手芸人へのウケがいい。
- コントではオチで漫才のように「もういいよ!!」とツッコんだりドリフターズのように「だめだ、こりゃ」と落とすことが多く、ネタのクオリティが高い反面オチが弱いとよく言われる。
- 2014年以降は、一部Wボケを取り入れた漫才も演じている。

## 出囃子
- マキシマム ザ ホルモン「渚のシンドバット」
  - 以前はクリスタルキング「愛をとりもどせ!!」を使用していた。

## 賞レース成績・受賞歴など

### M-1グランプリ（成績）
結成年が一貫して「1998年」とされていたが、2007年がラストイヤーとなった。
| 年     | 結果       | エントリーNo. | 決勝戦キャッチコピー     | 備考                                     |
| ------ | ---------- | ------------- | ------------------------ | ---------------------------------------- |
| 2001年 | 2回戦敗退  | 1342          |                          |                                          |
| 2002年 | 準決勝敗退 |               |                          |                                          |
| 2003年 | 準決勝敗退 | 1890          |                          |                                          |
| 2004年 | 決勝7位    | 2591          | the渋谷系                |                                          |
| 2005年 | 準決勝敗退 | 3353          |                          |                                          |
| 2006年 | 決勝5位    | 3899          | ハンパねぇ渋谷系漫才     |                                          |
| 2007年 | 決勝2位    | 4216          | ハンパねぇラストチャンス | ラストイヤー、ファーストラウンド 3位通過 |

### 爆笑オンエアバトル チャンピオン大会
| 回（年）         | 結果           | 備考                            |
| ---------------- | -------------- | ------------------------------- |
| 第7回（2005年）  | ファイナル10位 | セミファイナルBブロック 3位通過 |
| 第8回（2006年）  | ファイナル10位 | セミファイナルBブロック 2位通過 |
| 第9回（2007年）  | ファイナル7位  | セミファイナルAブロック 2位通過 |
| 第10回（2008年） | チャンピオン   | セミファイナルBブロック 4位通過 |
| 第11回（2009年） | チャンピオン   | シード                          |
| 第12回（2010年） | チャンピオン   | シード、史上唯一の3連覇         |

### THE SECOND 〜漫才トーナメント〜
| 年     | 結果       |
| ------ | ---------- |
| 2023年 | 選考会敗退 |
| 2024年 | 選考会敗退 |
| 2025年 | 選考会敗退 |

### その他（成績・受賞歴）
- 2004年 平成16年度NHK新人演芸大賞 演芸部門 本選進出
- 2008年 第6回MBS新世代漫才アワード 準決勝敗退
- 2009年 S-1バトル 月間チャンピオン（3月・5月）
- 2010年 S-1バトル 殿堂入り（ラウンド2）
- 2011年 日清食品 THE MANZAI 2011 本選サーキット敗退
- 2014年 日清食品 THE MANZAI 2014 本選サーキット敗退

## 出演

### テレビ
現在のレギュラー出演
- くさデカ（テレビ静岡、2008年4月 - ）
- テンボス×テンボス（静岡朝日テレビ、2019年11月 - ）
- ラヴィット!（TBSテレビ、2022年5月3日 - ）- 月曜コーナー「トータルテンボスのいたずらツアー!」レギュラー

過去のレギュラー出演
- ワイ!ワイ!ワイ!（ヨシモトファンダンゴTV）火曜日MC
- 失恋保険〜女の安心保障〜（2005年7月8日 - 9月23日）レポーター
- なにわ人情コメディ 横丁へよ〜こちょ! （2006年4月 - 9月）
- ヨシモト∞（よしもと劇場、 - 2008年12月）
- もりすぎ★パンチ（東海テレビ、2008年4月8日 - 2009年3月31日）
- にじいろジーン（関西テレビ、2008年6月 - 2020年3月） 準レギュラー
- わおーん!（読売テレビ、2008年4月9日 - 2009年3月25日）
- WWW（読売テレビ、2008年4月 - 2008年9月）
- ニッポン縦断おかず発見!ルート88 （中京テレビ、2008年4月6日 - 2009年3月29日）
- 音笑!MMM （読売テレビ、2008年10月 - 2009年3月）
- バリバリ!電波あいどる（中京テレビ、2008年10月11日 - 2008年11月15日）
- タカアンドトシのどぉーだ!（北海道文化放送、2008年10月25日 - ）月1レギュラー
- Tokyoマヨカラ!（2009年4月 - 2014年3月）
- どぉーだ!Presents タカトシ牧場（北海道文化放送、2009年 - 2017年）
- 地元応援バラエティ このへん!!トラベラー（KYORAKU吉本・東北放送、2009年5月 - 2012年9月）
- 爆裂バラエティー シャバダバの空に（2011年4月18日 - 2013年3月25日）
- トータルテンボスのGIRIGIRIアウト!しばらくおまちください（NOTTV、2012年4月 - 2014年9月）毎週土曜日（金曜深夜）
- ぐるぐるスクール（広島テレビ、2012年10月20日 - 2016年12月25日）
- 地元スポーツ応援団スポッち!（東北放送、2016年4月 - 2016年9月)
- 笑っていいとも!（フジテレビ）コーナーレギュラー
- みんなのKEIBA（フジテレビ、2012年）
- うまズキッ!（2013年 - 2016年）準レギュラー
- げなパネ![注 14]（長崎放送、2017年4月 - 2021年3月）
- Cheeky's a GoGo!（BSよしもと、2022年3月21日 - 2023年6月26日）月曜MC
- 競輪LIVE!チャリロトよしもと（BSよしもと、2022年3月25日 - 2025年6月30日）木曜MC

特別番組
- トータルテンボスのGIRIGIRIアウト ハンパねぇお色気ナイト（2020年10月30日、刺激ストロングチャンネル）[14]

お笑い番組
- 爆笑オンエアバトル　(2004年2月13日-2014年3月15日)
  - 2004年2月13日放送 ギャップのある男とは
  - 2004年4月17日放送 カラオケ
  - 2005年1月1日放送 役者になりたい／キャラを習得したい
  - 2005年1月8日放送 女装趣味
  - 2005年5月28日放送 修学旅行の夜／高級レストラン
  - 2005年7月23日放送 女の子をキュンとさせたい
  - 2005年11月5日放送 新婚生活／男のファンに声をかけられたい
  - 2006年1月7日放送 童謡
  - 2006年7月14日放送 ウソの話／クイズ
  - 2006年10月27日放送 究極の選択／刑事
  - 2007年1月19日放送 グルメレポーター
  - 2007年2月23日放送 タクシードライバー
  - 2007年3月2日放送 第9回チャンピオン大会セミＡ 取り調べ
  - 2007年3月23日放送 第9回チャンピオン大会ファイナル 誕生〇〇シリーズ

### ウェブテレビ
- よしもとオンライン金曜2部「あいにく今日は金曜日だ、喋ろう!」（よしもと劇場、2008年12月19日 - 2009年5月29日）
- よしもとオンライン日曜1部「スポーツ嫌いでもかまわんよ!」（よしもと劇場、2009年6月7日 - 2009年11月1日 ）
- よしもとオンライン日曜1部「しのびナイトかまわん夜」（よしもと劇場、2009年11月8日 - ）
- めちゃ2ユルんでるッ!（ゼロテレビ、2014年1月配信 - ）
- WINTICKET ミッドナイト競輪（2019年4月 - 、AbemaTV）日替わり出演者のひとり

### ラジオ
- SCHOOL NINE（JFN系、2007年4月 - 2016年9月 ）

木曜日にパーソナリティとして出演。この番組のパーソナリティを唯一放送開始から放送終了まで務めた。
- イキナリ!水曜日「トータルテンボスののっぴきならナイト!」（2007年4月 - 2008年3月）
- トータルテンボスのぬきさしならナイト!（東北放送、2008年4月 - 2020年3月）
- よしもと下克上（TBSラジオ、2010年4月 - 2014年3月 ）
- トータルテンボスのJUNKの前に聴きたまえ!（TBSラジオ、2011年1月 - 7月 ）
- トータルテンボスのぬきさならナイト！Season2（ニッポン放送　Podcast、2020年5月-）

### CM
- 資生堂「uno」
- ヨシモト∞ 「元気ハツラツゥ? CMバトル」（大塚製薬オロナミンCとのタイアップ）
- KELUN「CHU-BURA」
- コナミデジタルエンタテインメント 「実況パワフルプロ野球ポータブル4」
- スカルプD（アンファー）
- ソフトバンクモバイル（2014年、静岡県内向け）
- 米久「米久の肉団子」(2014年11月ｰ、東海地方のみ)
- 株式会社明治 明治ブルガリアヨーグルト（2017年、宮城県内向け）
- アサヒビール アサヒスーパードライ「クリスマスには生ジョッキ缶! 篇」（2024年12月、WebCM）- 二瓶有加と共演[15][16]

### テレビドラマ
- 危険なアネキ（フジテレビ）藤田のみ
- ナニワ金融道6（フジテレビ）
- 電車男DELUXE 最後の聖戦（フジテレビ）藤田のみ
- セレブと貧乏太郎第7話（フジテレビ）
- スリル!黒の章〜弁護士・白井真之介の大災難 第3話（2017年3月12日、NHK BSプレミアム）藤田のみ、草野俊介役
- ドクターX〜外科医・大門未知子〜（テレビ朝日）大村のみ、竹中康平役
- 桃色探訪〜伝説の風俗〜（2021年12月31日、チャンネルNECO） - 待合室の客 役

### アニメ
- 遊☆戯☆王5D's（テレビ東京）藤田：（ナーヴ）、大村：（タカ）

### 雑誌
- お笑いスタイルLAUGH!Vol.4 2006WINTER
- お笑いTV LIFEVol.1

### PV
- BAKI「チェリー」（2009年8月5日発売アルバム「心配せんでも大丈夫!!」収録曲）

大阪出身のヒップホップアーティストBAKIのPVに初出演、「カンペをハンパねぇ流し目で見ながら歌った」（藤田）

## 作品

### DVD
※販売元は全て「よしもとアール・アンド・シー」。
- 『M-1グランプリ』DVD関連
  - M-1グランプリ2004完全版 ～いざ!M-1戦国時代へ "東京勢の逆襲"～（2005年4月27日）
  - M-1グランプリ2006完全版 史上初!新たな伝説の誕生 ～完全優勝への道～（2007年3月30日）
  - M-1グランプリ the BEST 2004～2006（2007年12月10日）
  - M-1グランプリ2007完全版 敗者復活から頂上（てっぺん）へ ～波乱の完全記録～（2008年3月19日）
  - M-1グランプリ the BEST 2007～2009（2010年7月21日）
- 『地元応援バラエティ このへん!!トラベラー』DVD関連
  - 全国版1 ～みんなハメはずしすぎ!! バカやっちゃった編～（2012年7月25日）
  - 全国版2 ～お仕事忘れてすいません! テンション上がっちゃった編～（2012年8月29日）
  - 全国版3 ～This isバラエティ!? ハプニングおきちゃった編～（2012年9月19日）
- YAKARA!（2006年9月20日、よしもとアール・アンド・シー）
- メッセ弾 初ネタ演芸ショー編（2008年10月29日）
- トータルテンボス漫才ベストライブ「しのびねぇな。かまわんよ。」（2008年11月12日）
- 爆笑オンエアバトル トータルテンボス（2009年12月2日）
- トータルテンボス漫才ライブ アフロの森のおふざけモンキー（2010年7月21日）
- やりすぎフェスタ2010 やりすぎ芸人都市伝説 Vol.2（2010年12月15日）
- トータルテンボスコントライブ ブロッコリー畑のお調子モンキー（2011年1月12日）
- トータルテンボスの地上波即戦力TV ～ゴールデン編～（2012年3月7日）
- 品川祐・27時間トークライブ1 ～大人の事情諸々ありまして、82分のDVDになりました。～（2012年4月11日）
- トータルテンボス漫才ライブ「漫遊記」（2012年4月25日）
- トータルテンボス15周年全国漫才ライブ2012「BANZAI TOUR」（2013年7月31日）
- トータルテンボス全国漫才ライブ2013「わらおう」（2014年8月20日）
- トータルテンボス全国漫才ツアー2014「strelka」（2015年8月26日）
- トータルテンボス全国漫才ツアー2015「餡蜜」（2016年8月24日）
- トータルテンボス全国漫才ツアー2016「脱帽」（2017年9月6日）
- トータルテンボス全国漫才ツアー2017「YAGYU」（2018年9月5日）
- トータルテンボス全国漫才ツアー2018「いきなり ミックスベジタブル」（2019年9月25日）
- トータルテンボス全国漫才ツアー2019「CHATSUMI」（2020年9月16日）

### CD
- TKプロジェクト ガチコラ - 4曲目の『洒落こうべ』

Sausage Butterfly Pasta Festaとして
- 「句読点」
- 「とっかえっこ」
- 「少年バタフライ」
- 「あすなろ」
- 「落書き」
- 「SBPF」

## SUSHI★BOYS
- 大村がTempura（てんぷら）、藤田がFujiyama（ふじやま）のSUSHI★BOYS（スシボーイズ）というユニットで、毎週金曜日19時にTempuraがFujiyamaなどに様々なドッキリを仕掛けるいたずら動画、毎週火曜日または日曜日19時にいたずら以外となる各メンバーがいろんな事に挑戦する企画又はトーク動画、その他では普段の動画には滅多に参加しないレアメンバーを含めたリモートでのトーク・過去のいたずら動画の総集編・大食い・ゲーム実況・ゴルフ・DIY・ラーメン作り・モルック対決などの企画を配信しているYouTubeチャンネル[注 15]。

メンバー
- Tempura（大村朋宏）
- Fujiyama（藤田憲右）
- Shinobi（パジャマとりや）
- Hakama（飯能BBQ 滝口博史）
- Kabuto（パプリカ カナブン坂本）
- Yamato（あっぱれコイズミ） - レアメンバー（タイ住みます芸人）
- Kabuki（山田ちゃーはん） - レアメンバー（元鳥取県住みます芸人）
- Ashigaru（Japanese小池） - レアメンバー（プロゲーマー）
- Sukiyaki（なかおじさん） - レアメンバー（芸人引退・長崎在住）
- Wasabi（笠原健広） - 裏方メンバー（動画編集）
- Sakuranabe（篠原幸子） - 元メンバー（脱退）
- Kakiage（160cm矢崎） - 元メンバー（脱退）

## 単独ライブ
- 2001年
  - 6月26日 -「自惚れワルツ」（新宿シアターモリエール/東京）
- 2002年
  - 9月25日 -「トータル天国」（新宿シアターモリエール/東京）
  - 11月26日 -「トータル天国」（SPACE107/東京）
- 2003年
  - 1月18日 -「ごてんば小僧」（シアターD/東京）
  - 8月25日 -「ごてんば小僧 Vol.4」（シアターD/東京）
- 2004年
  - 2月28日 -「狂い咲き」（ルミネtheよしもと/東京）
  - 11月1日 -「馬鹿武者」（本多劇場/東京）
- 2005年
  - 10月10日 -「愛くるしい」（ルミネtheよしもと/東京）
  - 10月13日 -「愛くるしい」（baseよしもと/大阪）
- 2006年
  - 10月1日 - トータルテンボスニッポン全国漫才ツアー「47」（NTKギャラリー/長崎）
  - 10月1日 - トータルテンボスニッポン全国漫才ツアー「47」（ベスト電器福岡本店1Fベストホール/福岡）
  - 10月7日 - トータルテンボスニッポン全国漫才ツアー「47」（御殿場市民会館/静岡）
  - 10月15日 - トータルテンボスニッポン全国漫才ツアー「47」（仙台フォーラス/宮城）
  - 10月20日 - トータルテンボスニッポン全国漫才ツアー「47」（よしもと紙屋町劇場/広島）
  - 10月21日 - トータルテンボスニッポン全国漫才ツアー「47」（岡山三丁目劇場/岡山）
  - 10月28日 - トータルテンボスニッポン全国漫才ツアー「47」（岐阜Club G/岐阜）
  - 10月29日 - トータルテンボスニッポン全国漫才ツアー「47」（四日市CLUB CHAOS/三重）
  - 11月1日 - トータルテンボスニッポン全国漫才ツアー「47」（ASUNAL HALL/愛知）
  - 11月12日 - トータルテンボスニッポン全国漫才ツアー「47」（ターミナルプラザことにパトス/北海道）
  - 11月18日 - トータルテンボスニッポン全国漫才ツアー「47」（baseよしもと/大阪）
  - 12月2日 - トータルテンボスニッポン全国漫才ツアー「47」（ルミネtheよしもと/東京）
- 2007年
  - 9月9日 - トータルテンボスニッポン全国漫才ツアー「47」（弘前駅前市民ホール/青森）
  - 9月10日 - トータルテンボスニッポン全国漫才ツアー「47」（秋田Club SWINDLE/秋田）
  - 9月11日 - トータルテンボスニッポン全国漫才ツアー「47」（Club Change Wave/岩手）
  - 9月12日 - トータルテンボスニッポン全国漫才ツアー「47」（LIVEHOUSE KENT/栃木）
  - 9月18日 - トータルテンボスニッポン全国漫才ツアー「47」（桜坂劇場/沖縄）
  - 10月7日 - トータルテンボスニッポン全国漫才ツアー「47」（高松オリーブホール/香川）
  - 10月16日 - トータルテンボスニッポン全国漫才ツアー「47」（KYOTO MUSE/京都）
  - 10月22日 - トータルテンボスニッポン全国漫才ツアー「47」（LIVE HOUSE OITA T.O.P.S/大分）
  - 10月23日 - トータルテンボスニッポン全国漫才ツアー「47」（ぺいあのPLUS/熊本）
  - 10月24日 - トータルテンボスニッポン全国漫才ツアー「47」（WEATHER KING/宮崎）
  - 10月30日 - トータルテンボスニッポン全国漫才ツアー「47」（NAGANO CLUB JUNK BOX/長野）
  - 11月5日 - トータルテンボスニッポン全国漫才ツアー「47」（SRホール/鹿児島）
  - 11月6日 - トータルテンボスニッポン全国漫才ツアー「47」（GEILS/佐賀）
  - 11月9日 - トータルテンボスニッポン全国漫才ツアー「47」（U☆STONE/滋賀）
  - 12月2日 - トータルテンボス 漫才ベストライブ（ルミネtheよしもと/東京）DVD収録
  - 12月9日 - トータルテンボスニッポン全国漫才ツアー「47」（松山キティホール/愛媛）
  - 12月10日 - トータルテンボスニッポン全国漫才ツアー「47」（VARIT./兵庫）
  - 12月16日 - トータルテンボスニッポン全国漫才ツアー「47」（山形ミュージック昭和Session/山形）
  - 12月17日 - トータルテンボスニッポン全国漫才ツアー「47」（X-pt./高知）
  - 12月18日 - トータルテンボスニッポン全国漫才ツアー「47」（OLDTIME/和歌山）
  - 12月19日 - トータルテンボスニッポン全国漫才ツアー「47」（米子BELIER/鳥取）
  - 12月21日 - トータルテンボスニッポン全国漫才ツアー「47」（CROWBAR/徳島）
- 2008年
  - 3月4日 - トータルテンボスニッポン全国漫才ツアー「47」（KAZOO HALL/山梨）
  - 3月31日 - トータルテンボスニッポン全国漫才ツアー「47」（club MARIO/富山）
  - 7月6日 - トータルテンボス漫才ベストライブ「しのびねぇな。かまわんよ。」（ルミネtheよしもと/東京）
- 2010年
  - 3月7日 - トータルテンボス漫才ツアー「アフロの森のおふざけモンキー」（千葉県文化会館 小ホール/千葉）
  - 3月16日 - トータルテンボス漫才ツアー「アフロの森のおふざけモンキー」（さいたま市民会館おおみや 小ホール/埼玉）
  - 4月2日 - トータルテンボス漫才ツアー「アフロの森のおふざけモンキー」（草月ホール/東京）
  - 7月24日 - トータルテンボス全国コントツアー「ブロッコリー畑のお調子モンキー」（サンシャインスタジオ/愛知）
  - 8月1日 - トータルテンボス全国コントツアー「ブロッコリー畑のお調子モンキー」（札幌PATOS/北海道）
  - 8月6日 - トータルテンボス全国コントツアー「ブロッコリー畑のお調子モンキー」（仙台市青年文化センター/宮城）
  - 8月14日 - トータルテンボス全国コントツアー「ブロッコリー畑のお調子モンキー」（イムズホール/福岡）
  - 9月4日 - トータルテンボス全国コントツアー「ブロッコリー畑のお調子モンキー」（京橋花月/大阪）
  - 9月10日 - トータルテンボス全国コントツアー「ブロッコリー畑のお調子モンキー」（草月ホール/東京）
- 2011年[17]
  - 9月3日 - トータルテンボス漫才ツアー2011「漫遊記」（サンポートホール高松/香川）
  - 9月11日 - トータルテンボス漫才ツアー2011「漫遊記」（新潟LOTS/新潟）
  - 9月23日 - トータルテンボス漫才ツアー2011「漫遊記」（しずぎんホール/静岡）
  - 9月25日 - トータルテンボス漫才ツアー2011「漫遊記」（BLUE LIVE/広島）
  - 10月15日 - トータルテンボス漫才ツアー2011「漫遊記」（道新ホール/北海道）
  - 10月21日 - トータルテンボス漫才ツアー2011「漫遊記」（名古屋テレピアホール/愛知）
  - 10月29日 - トータルテンボス漫才ツアー2011「漫遊記」（スカラエスパシオ/福岡）
  - 11月11日 - トータルテンボス漫才ツアー2011「漫遊記」（なんばグランド花月/大阪）
  - 11月18日 - トータルテンボス漫才ツアー2011「漫遊記」（ルミネtheよしもと/東京）
- 2012年[18]
  - 8月4日 - トータルテンボス15周年全国漫才ライブ2012「BANZAI TOUR」（しずぎんホール/静岡）
  - 8月11日 - トータルテンボス15周年全国漫才ライブ2012「BANZAI TOUR」（EBCビビットホール/愛媛）
  - 8月17日 - トータルテンボス15周年全国漫才ライブ2012「BANZAI TOUR」（茨城県民文化センター 小ホール/茨城）
  - 8月20日 - トータルテンボス15周年全国漫才ライブ2012「BANZAI TOUR」（くまもと森都心プラザホール/熊本）
  - 9月1日 - トータルテンボス15周年全国漫才ライブ2012「BANZAI TOUR」（道新ホール/北海道）
  - 9月15日 - トータルテンボス15周年全国漫才ライブ2012「BANZAI TOUR」（BLUE LIVE HIROSHIMA/広島）
  - 9月16日 - トータルテンボス15周年全国漫才ライブ2012「BANZAI TOUR」（名古屋テレピアホール/愛知）
  - 9月29日 - トータルテンボス15周年全国漫才ライブ2012「BANZAI TOUR」（新潟LOTS/新潟）
  - 10月6日 - トータルテンボス15周年全国漫才ライブ2012「BANZAI TOUR」（イムズホール/福岡）
  - 10月7日 - トータルテンボス15周年全国漫才ライブ2012「BANZAI TOUR」（ナムラホール/沖縄）
  - 11月10日 - トータルテンボス15周年全国漫才ライブ2012「BANZAI TOUR」（仙台市青年文化センター/宮城）
  - 11月18日 - トータルテンボス15周年全国漫才ライブ2012「BANZAI TOUR」（御殿場市民会館小ホール/静岡）
  - 11月25日 - トータルテンボス15周年全国漫才ライブ2012「BANZAI TOUR」（なんばグランド花月/大阪）
  - 12月1日 - トータルテンボス15周年全国漫才ライブ2012「BANZAI TOUR」（ルミネtheよしもと/東京）
- 2013年[19]
  - 8月3日 - トータルテンボス全国漫才ツアー2013「わらおう」（しずぎんホール/静岡）
  - 8月18日 - トータルテンボス全国漫才ツアー2013「わらおう」（札幌共済ホール/北海道）
  - 9月1日 - トータルテンボス全国漫才ツアー2013「わらおう」（アステールプラザ中ホール/広島）
  - 9月8日 - トータルテンボス全国漫才ツアー2013「わらおう」（NBSホール/長野）
  - 9月14日 - トータルテンボス全国漫才ツアー2013「わらおう」（仙台市青年文化センター/宮城）
  - 9月21日 - トータルテンボス全国漫才ツアー2013「わらおう」（JR博多シティ JR九州ホール/福岡）
  - 10月6日 - トータルテンボス全国漫才ツアー2013「わらおう」（新潟LOTS/新潟）
  - 10月12日 - トータルテンボス全国漫才ツアー2013「わらおう」（名古屋芸術創造センター/愛知）
  - 10月20日 - トータルテンボス全国漫才ツアー2013「わらおう」（鹿児島キャパルボホール/鹿児島）
  - 11月10日 - トータルテンボス全国漫才ツアー2013「わらおう」（なんばグランド花月/大阪）
  - 11月23日 - トータルテンボス全国漫才ツアー2013「わらおう」（ルミネtheよしもと/東京）
  - 11月24日 - トータルテンボス全国漫才ツアー2013「わらおう」（ルミネtheよしもと/東京）
- 2014年[20]
  - 8月23日 - トータルテンボス全国漫才ツアー2014「strelka」（よしもと幕張イオンモール劇場/千葉）
  - 8月30日 - トータルテンボス全国漫才ツアー2014「strelka」（金沢市アートホール/石川）
  - 8月31日 - トータルテンボス全国漫才ツアー2014「strelka」（名古屋芸術創造センター/愛知）
  - 9月6日 - トータルテンボス全国漫才ツアー2014「strelka」（アステールプラザ中ホール/広島）
  - 9月7日 - トータルテンボス全国漫才ツアー2014「strelka」（新潟LOTS/新潟）
  - 9月27日 - トータルテンボス全国漫才ツアー2014「strelka」（くまもと森都心プラザホール/熊本）
  - 9月28日 - トータルテンボス全国漫才ツアー2014「strelka」（しずぎんホール/静岡）
  - 10月5日 - トータルテンボス全国漫才ツアー2014「strelka」（米子コンベンションセンター小ホール/鳥取）
  - 10月13日 - トータルテンボス全国漫才ツアー2014「strelka」（仙台市青年文化センター/宮城）
  - 10月19日 - トータルテンボス全国漫才ツアー2014「strelka」（JR博多シティ JR九州ホール/福岡）
  - 10月26日 - トータルテンボス全国漫才ツアー2014「strelka」（共済ホール/北海道）
  - 11月16日 - トータルテンボス全国漫才ツアー2014「strelka」（なんばグランド花月/大阪）
  - 11月28日 - トータルテンボス全国漫才ツアー2014「strelka」（ルミネtheよしもと/東京）
  - 11月29日 - トータルテンボス全国漫才ツアー2014「strelka」（ルミネtheよしもと/東京）
- 2015年[21]
  - 8月22日 - トータルテンボス全国漫才ツアー2015「餡蜜」（しずぎんホール ユーフォニア/静岡）
  - 8月23日 - トータルテンボス全国漫才ツアー2015「餡蜜」（新潟ユニオンプラザ/新潟）
  - 9月5日 - トータルテンボス全国漫才ツアー2015「餡蜜」（日立システムズホール仙台/宮城）
  - 9月12日 - トータルテンボス全国漫才ツアー2015「餡蜜」（よしもと沖縄花月/沖縄）
  - 9月13日 - トータルテンボス全国漫才ツアー2015「餡蜜」（くまもと森都心プラザ プラザホール/熊本）
  - 9月26日 - トータルテンボス全国漫才ツアー2015「餡蜜」（イオンモール岡山 おかやま未来ホール/岡山）
  - 9月27日 - トータルテンボス全国漫才ツアー2015「餡蜜」（広島市東区民文化センター/広島）
  - 10月10日 - トータルテンボス全国漫才ツアー2015「餡蜜」（高知県立県民文化ホール/高知）
  - 10月18日 - トータルテンボス全国漫才ツアー2015「餡蜜」（名古屋市芸術創造センター/愛知）
  - 10月24日 - トータルテンボス全国漫才ツアー2015「餡蜜」（共済ホール/北海道）
  - 11月15日 - トータルテンボス全国漫才ツアー2015「餡蜜」（JR博多シティ JR九州ホール/福岡）
  - 11月21日 - トータルテンボス全国漫才ツアー2015「餡蜜」（金沢市アートホール/石川）
  - 11月23日 - トータルテンボス全国漫才ツアー2015「餡蜜」（なんばグランド花月/大阪）
  - 11月27日 - トータルテンボス全国漫才ツアー2015「餡蜜」（ルミネtheよしもと/東京）
  - 11月28日 - トータルテンボス全国漫才ツアー2015「餡蜜」（ルミネtheよしもと/東京）
- 2016年[22]
  - 8月20日 - トータルテンボス全国漫才ツアー2016「脱帽」（よしもと沖縄花月/沖縄）
  - 8月27日 - トータルテンボス全国漫才ツアー2016「脱帽」（しずぎんホール ユーフォニア/静岡）
  - 9月3日 - トータルテンボス全国漫才ツアー2016「脱帽」（アステールプラザ日（中ホール）/広島）
  - 9月4日 - トータルテンボス全国漫才ツアー2016「脱帽」（イオンモール岡山 おかやま未来ホール/岡山）
  - 9月19日 - トータルテンボス全国漫才ツアー2016「脱帽」（新潟市民プラザ/新潟）
  - 10月9日 - トータルテンボス全国漫才ツアー2016「脱帽」（日立システムズホール仙台/宮城）
  - 10月16日 - トータルテンボス全国漫才ツアー2016「脱帽」（JR博多シティ JR九州ホール/福岡）
  - 10月29日 - トータルテンボス全国漫才ツアー2016「脱帽」（共済ホール/北海道）
  - 11月5日 - トータルテンボス全国漫才ツアー2016「脱帽」（金沢市アートホール/石川）
  - 11月6日 - トータルテンボス全国漫才ツアー2016「脱帽」（名古屋芸術創造文化センター/愛知）
  - 11月12日 - トータルテンボス全国漫才ツアー2016「脱帽」（NBCビデオホール/長崎）
  - 11月13日 - トータルテンボス全国漫才ツアー2016「脱帽」（コンパルホール/大分）
  - 11月25日 - トータルテンボス全国漫才ツアー2016「脱帽」（ルミネtheよしもと/東京）
  - 11月26日 - トータルテンボス全国漫才ツアー2016「脱帽」（ルミネtheよしもと/東京）
  - 11月27日 - トータルテンボス全国漫才ツアー2016「脱帽」（なんばグランド花月/大阪）
- 2017年
  - 9月9日 - トータルテンボス20周年 全国漫才ツアー2017「YAGYU」（くまもと森都心プラザ/熊本）
  - 9月10日 - トータルテンボス20周年 全国漫才ツアー2017「YAGYU」（コルパルーム/大分）
  - 9月23日 - トータルテンボス20周年 全国漫才ツアー2017「YAGYU」（チトセピアホール/長崎）
  - 9月24日 - トータルテンボス20周年 全国漫才ツアー2017「YAGYU」（日立システムズホール仙台/宮城）
  - 9月30日 - トータルテンボス20周年 全国漫才ツアー2017「YAGYU」（金沢市アートホーム/石川）
  - 10月7日 - トータルテンボス20周年 全国漫才ツアー2017「YAGYU」（おかやま未来ホール/岡山）
  - 10月8日 - トータルテンボス20周年 全国漫才ツアー2017「YAGYU」（広島県民文化センター/広島）
  - 10月9日 - トータルテンボス20周年 全国漫才ツアー2017「YAGYU」（高知県立県民文化ホール（グリーンホール）/高知）
  - 10月14日 - トータルテンボス20周年 全国漫才ツアー2017「YAGYU」（宮崎市民プラザ オルブライトホール/宮崎）
  - 10月21日 - トータルテンボス20周年 全国漫才ツアー2017「YAGYU」（しずぎんホール ユーフォニア/静岡）
  - 10月28日 - トータルテンボス20周年 全国漫才ツアー2017「YAGYU」（新潟市民プラザ/新潟）
  - 11月3日 - トータルテンボス20周年 全国漫才ツアー2017「YAGYU」（共済ホール/北海道）
  - 11月12日 - トータルテンボス20周年 全国漫才ツアー2017「YAGYU」（JR九州ホール/福岡）
  - 11月18日 - トータルテンボス20周年 全国漫才ツアー2017「YAGYU」（栃木県総合文化センター サブホール/栃木）
  - 11月19日 - トータルテンボス20周年 全国漫才ツアー2017「YAGYU」（青少年文化センター（アートピア）/愛知）
  - 12月2日 - トータルテンボス20周年 全国漫才ツアー2017「YAGYU」（とうほう・みんなの文化センター小ホール/福島）
  - 12月16日 - トータルテンボス20周年 全国漫才ツアー2017「YAGYU」（BLACKBOX/青森）
  - 12月22日 - トータルテンボス20周年 全国漫才ツアー2017「YAGYU」（ルミネtheよしもと/東京）
  - 12月23日 - トータルテンボス20周年 全国漫才ツアー2017「YAGYU」（ルミネtheよしもと/東京）
  - 12月29日 - トータルテンボス20周年 全国漫才ツアー2017「YAGYU」（梅田芸術劇場シアター・ドラマシティ/大阪）
- 2018年[23]
  - 9月8日 - トータルテンボス全国漫才ツアー「いきなりミックスベジタブル」（しずぎんホール/静岡）
  - 9月9日 - トータルテンボス全国漫才ツアー「いきなりミックスベジタブル」（新潟市民プラザ/新潟）
  - 9月15日 - トータルテンボス全国漫才ツアー「いきなりミックスベジタブル」（よしもと幕張イオンモール劇場/千葉）
  - 9月16日 - トータルテンボス全国漫才ツアー「いきなりミックスベジタブル」（森都心プラザ プラザホール/熊本）
  - 9月22日 - トータルテンボス全国漫才ツアー「いきなりミックスベジタブル」（沼津ラクーンよしもと劇場/静岡）
  - 9月23日 - トータルテンボス全国漫才ツアー「いきなりミックスベジタブル」（日立システムズホール仙台/宮城）
  - 9月29日 - トータルテンボス全国漫才ツアー「いきなりミックスベジタブル」（JMSアステールプラザ 中ホール/広島）
  - 10月6日 - トータルテンボス全国漫才ツアー「いきなりミックスベジタブル」（よしもと沖縄花月/沖縄）
  - 10月13日 - トータルテンボス全国漫才ツアー「いきなりミックスベジタブル」（BLACK BOX/青森）
  - 10月14日 - トータルテンボス全国漫才ツアー「いきなりミックスベジタブル」（栃木県総合文化センターサブホール/栃木）
  - 10月20日 - トータルテンボス全国漫才ツアー「いきなりミックスベジタブル」（日本特殊陶業市民会館　ビレッジホール/愛知）
  - 10月21日 - トータルテンボス全国漫才ツアー「いきなりミックスベジタブル」（共済ホール/北海道）
  - 10月28日 - トータルテンボス全国漫才ツアー「いきなりミックスベジタブル」（松江テルサ/島根）
  - 11月4日 - トータルテンボス全国漫才ツアー「いきなりミックスベジタブル」（高知県立県民文化ホール・グリーン/高知）
  - 11月10日 - トータルテンボス全国漫才ツアー「いきなりミックスベジタブル」（チトセピアホール/長崎）
  - 11月17日 - トータルテンボス全国漫才ツアー「いきなりミックスベジタブル」（石川文京会館/石川）
  - 11月23日 - トータルテンボス全国漫才ツアー「いきなりミックスベジタブル」（ルミネtheよしもと/東京）
  - 11月24日 - トータルテンボス全国漫才ツアー「いきなりミックスベジタブル」（ルミネtheよしもと/東京）
  - 11月25日 - トータルテンボス全国漫才ツアー「いきなりミックスベジタブル」（なんばグランド花月/大阪）
  - 11月29日 - トータルテンボス全国漫才ツアー「いきなりミックスベジタブル」（おかやま未来ホール/岡山）
- 2019年[24]
  - 9月29日 - トータルテンボス全国漫才ツアー2019『CHATSUMI』（新潟市民プラザ/新潟）
  - 10月5日 - トータルテンボス全国漫才ツアー2019『CHATSUMI』（熊本市富合ホール（アスパル富合）/熊本）
  - 10月6日 - トータルテンボス全国漫才ツアー2019『CHATSUMI』（よしもと幕張イオンモール劇場/千葉）
  - 10月12日 - トータルテンボス全国漫才ツアー2019『CHATSUMI』（沼津ラクーンよしもと劇場/静岡）
  - 10月20日 - トータルテンボス全国漫才ツアー2019『CHATSUMI』（JMSアステールプラザ 中ホール/広島）
  - 10月22日 - トータルテンボス全国漫才ツアー2019『CHATSUMI』（おかやま未来ホール/岡山）
  - 10月26日 - トータルテンボス全国漫才ツアー2019『CHATSUMI』（NBCビデオホール/長崎）
  - 10月27日 - トータルテンボス全国漫才ツアー2019『CHATSUMI』（さなめホール/鳥取）
  - 11月2日 - トータルテンボス全国漫才ツアー2019『CHATSUMI』（共済ホール/北海道）
  - 11月9日 - トータルテンボス全国漫才ツアー2019『CHATSUMI』（よしもと沖縄花月/沖縄）
  - 11月15日 - トータルテンボス全国漫才ツアー2019『CHATSUMI』（日本特殊陶業市民会館 ビレッジホール/愛知）
  - 11月16日 - トータルテンボス全国漫才ツアー2019『CHATSUMI』（石川県立音楽堂 邦楽ホール/石川）
  - 11月17日 - トータルテンボス全国漫才ツアー2019『CHATSUMI』（電力ホール/宮城）
  - 11月24日 - トータルテンボス全国漫才ツアー2019『CHATSUMI』（JR九州ホール/福岡）
  - 12月1日 - トータルテンボス全国漫才ツアー2019『CHATSUMI』（しずぎんホール ユーフォニア/静岡）
  - 12月8日 - トータルテンボス全国漫才ツアー2019『CHATSUMI』（なんばグランド花月/大阪）
  - 12月14日 - トータルテンボス全国漫才ツアー2019『CHATSUMI』（ルミネtheよしもと/東京）